# Iringa
Iringa je grad na visoravnima središnje Tanzanije, sjedište istoimene regije. Nalazi se 200-ak km južno od glavnog grada, Dodome, na nadmorskoj visini od 1550 m, zbog čega se u lipnju, srpnju i kolovozu temperature znaju spustiti i ispod nule. U blizini je nacionalni park Ruaha.
Grad je krajem 19. stoljeća osnovala njemačka kolonijalna vlast.
Godine 2002. Iringa je imala 102.208 stanovnika.

## Vanjske poveznice
- Iringa na stranici Turističke zajednice Tanzanije (engl.)
- Iringa na Wikitravelu (engl.)